# كارولين بوند هولم
كارولين بوند هولم (بالدنماركية: Caroline Bonde Holm)‏ هي منافسة ألعاب القوى دنماركية، ولدت في 19 يوليو 1990 في Hørsholm ‏ في الدنمارك.

## وصلات خارجية
- كارولين بوند هولم على موقع الاتحاد الدولي لألعاب القوى (الإنجليزية)
- كارولين بوند هولم على موقع أوليمبيديا (الإنجليزية)